# 무카이가와라역
무카이가와라역(일본어: 向河原駅、むかいがわらえき)은 일본 가나가와현 가와사키시 나카하라구에 있는 동일본 여객철도(JR 동일본) 난부 선의 철도역이다.

## 역 구조
- 상대식 승강장 2면 2선의 자상역.
- 개찰구는 1번선(가와사키 방면) 승강장의 다치카와 쪽에 있다.

### 타는 곳
| 1 | ■ 난부 선 | 가시마다, 가와사키 방면                                 |
| 2 | ■ 난부 선 | 무사시코스기, 무사시미조노쿠치, 노보리토, 다치카와 방면 |

## 이용 상황
- 2008년도의 1일 평균 승차 인원은 14,627명이었다.

## 역사
- 1927년 3월 9일 - 난부 철도 가와사키역 - 노보리토역 간의 개통시에 무카이가와라 역으로서 개업.
- 1940년 8월 5일 - 일본 전기 앞역(일본어: 日本電気前駅, にほんでんきまええき)에 개칭.
- 1944년 1월 1일 - 나부 철도의 국유화에 의해 일본국유철도 난부 선의 역이 된다. 무카이가와라 역에 개칭.
- 1987년 4월 1일 - 국철 분할 민영화에 의해 동일본 여객철도 난부 선의 역이 된다.

## 인접한 역
| 동일본 여객철도 난부 선    | 동일본 여객철도 난부 선 | 동일본 여객철도 난부 선        |
| -------------------------- | ----------------------- | ------------------------------ |
| JN 05 히라마 가와사키 방면 | 난부 선                 | JN 07 무사시코스기 나리타 방면 |